# Marilyn Shrude
Marilyn Shrude (Chicago, 6 juli 1946) is een Amerikaans componiste, muziekpedagoog en pianiste.

## Levensloop
Shrude studeerde bij Marienne Uszler, Theophane Hytrek en Benedicta Fritz aan het Alverno College in Milwaukee, Wisconsin, waar zij haar Bachelor of Music in 1969 behaalde. Vervolgens studeerde zij bij Alan Stout, Clifton Burmeister, Wanda Paul, Karel Paukert en M. William Karlins aan de Northwestern University in Chicago en behaalde in 1972 haar Master of Music. In 1984 promoveerde ze tot Doctor of Music met een Dissertatie over het thema: An Analysis of Infinity for Symphonic Wind Ensemble en de compositie: Infinity for Symphonic Wind Ensemble.
Van 1969 tot 1971 doceerde zij aan de Alvernia High School en aan de Jack London Jr. High School (tot 1973). Van 1977 tot 1984 was zij muziek-instructeur aan de Bowling Green State University in Bowling Green, Ohio. Vanaf 1990 was zij hoofd en instructeur van de afdeling muziektheorie en compositie aan het Interlochen Arts Camp en bleef in deze functie aan tot 1997. Van 1987 tot 1999 was zij directeur van het MidAmerican Center for Contemporary Music aan de Bowling Green State University. In de lente 2001 was zij Visiting professor aan het Heidelberg College in Heidelberg, Duitsland. Van 1984 tot 2001 was zij professor aan de Bowling Green State University, aansluitend korte tijd professor aan het Oberlin College in Oberlin, en tegenwoordig wederom professor of Arts van de Bowling Green State University.
Zij heeft het MidAmerican Center for Contemporary Music in Bowling Green, een internationaal centrum voor studies en promotie van hedendaagse muziek en nieuwe technologieën in 1987 opgericht. 
Shrude heeft een groot aantal prijzen en onderscheidingen ontvangen, zoals in 2003 de Hofstra Arts festival Award, in 2001 de MTNA Ohio Composer of the Year Award, in 2000 een steun fan de Rockefeller Foundation, in 1998 de Cleveland Arts Prize, in 1997 de Academy Award in Music van de American Academy of Arts and Letters, in 1997 de Ohioana Award, in 1984 de Kennedy Center Friedheim Awards for Orchestral Music, verschillende onderscheidingen van de American Society of Composers, Authors and Publishers (ASCAP) en in 1989 de Women of Achievement Award van de Toledo Chapter of Women in Communications. 
Als componiste schreef zij werken voor verschillende genres, zoals werken voor orkest, harmonieorkest, koren, vocale muziek en kamermuziek. Aan de aantal werken voor solo instrumenten is te herkennen dat zij een grote voorliefde voor het saxofoon heeft.

## Composities

### Werken voor orkest
- 1975 Genesis: Notes to the Unborn, voor orkest
- 1983 Psalms for David, voor orkest (onderscheiden met 1984 Kennedy Center Friedheim Awards voor orkestmuziek, 3e prijs)
- 1987 Passage of Years, voor orkest
- 1992 A Gift of Memories, voor kamerorkest
- 1994 Into Light, voor orkest
- 1999 La Chanson de printemps..., voor twee groepen van strijkorkesten
- 2002 Memories of a Place..., voor altsaxofoon en strijkorkest (gecomponeerd voor het Faenza Festival Internazionale del Sassofono en het Ravenna Festival)
- 2003 A Virtual Reality, voor orkest
- 2003 Revels, voor orkest

### Werken voor harmonieorkest
- 1981 Infinity, voor symfonisch blaasorkest
- 1994 Concerto, voor solo altsaxofoon en harmonieorkest
- 1994 Fanfare for Brass and Percussion, voor 4 trompetten, 3 hoorns, 2 trombones, 1 bastrombone, 1 tuba, pauken en 4 slagwerkers
- 1995 Flight, voor solo altsaxofoon en harmonieorkest
- 2005 Spirit, voor harmonieorkest en elektrisch gitaar (samen met: David Sampen)

### Missen en gewijde muziek
- 1972 Mass, voor zangstemmen en orgel

### Werken voor saxofoon-ensemble of -orkest
- 1994 ... and they shall inherit, voor saxofoon-ensemble (SSAATTBB) (première: World Saxophone Congress, Pisaro, Italië, september 1992)
- 2005 Fantasmi, voor 2 solo altsaxofons en saxofoon-ensemble
- 2007 Evolutions, voor solo altsaxofoon en 4 of 8 altsaxofons

### Werken voor gemengd koor
- 1989 I Wandered Lonely as a Cloud, voor gemengd koor
- 1998 Childsong, voor hoge stemmen en Orff instrumenten - tekst: van de componiste
- 1999 How Lovely Is Your Dwelling Place, voor gemengd koor en orgel

### Vocale muziek
- 1975 Four Meditations: To a Mother and Her Firstborn, voor sopraan en harp, piano, cello, 3 contrabassen en slagwerk - tekst: Psalm 24:1-3, Lamentations 1:12, Lamentations 1:21, Psalm 54:23
- 1984 Lines from Tennyson, voor sopraan solo, bariton solo, gemengd koor, 4 dwarsfluiten en slagwerk - tekst: uittreksels uit: «Ulysses» van Alfred Lord Tennyson
- 1995 Songs of Praise, voor sopraan en piano - tekst: Michael Mott
- 2004 Secrets, voor sopraan en strijkkwartet - tekst: Emily Dickinson

### Kamermuziek
- 1976 Quartet, voor saxofoonkwartet
- 1976 Music, voor sopraansaxofoon en piano (gecomponeerd voor het 4th World Saxophone Congress, Bordeaux, Frankrijk. juli 1974)
- 1976 Evolution V, voor altsaxofoon en saxofoonkwartet
- 1980 Arctic Desert, voor dwarsfluit (2 piccolo's), hobo, klarinet, fagot, hoorn, piano (celesta), harp, slagwerk, 2 violen, altviool, cello en contrabas
- 1980 B.E.R.G., voor twee hoorns (opgedragen aan: Herbert Spencer en André Van Driessche)
- 1982 Masks, voor saxofoonkwartet
- 1982 Drifting Over a Red Place, voor klarinet, echo, slides en danser (slides door: Dorothy Linden)
- 1982 Shadows and Dawning, voor sopraansaxofoon en piano
- 1984 Odyssey Flights of the Imagination, voor koperkwintet
- 1985 Splintered Visions, voor 2 dwarsfluiten, klarinet, altsaxofoon, piano, harp, slagwerk, 2 violen, altviool, cello en contrabas
- 1986 Visions in Metaphor, voor klarinet en danser
- 1987 Interior Spaces, voor contrabas en piano
- 1988 Renewing the Myth, voor altsaxofoon en piano (verplicht werk op de Internationale Adolphe Sax Competitie 2002)
- 1990 A Window Always Open on the Sea, voor cello, slagwerk en piano
- 1996 Notturno: In Memoriam Toru Takemitsu, voor viool, altsaxofoon en piano
- 1997 Continuum (Postscript 1997), voor altsaxofoon en piano
- 1998 Chant, voor dwarsfluit, hobo, klarinet, fagot, hoorn, trompet, trombone, piano, harp, slagwerk, 2 violen, altviool, cello en contrabas
- 2000 Face of the Moon, voor altsaxofoon en gitaar
- 2000 Transparent Eyes, voor dwarsfluit, altsaxofoon en 2 piano's
- 2001 Memorie di luoghi..., voor viool en piano
- 2002 Raining Glass, voor viool, cello en piano
- 2003 Interior Spaces, voor tuba en piano
- 2003 Memories of a Place..., voor altsaxofoon en piano
- 2004 Kantada, voor altsaxofoon en piano
- 2005 Recit, voor dwarsfluit en piano
- 2006 Lacrimosa, voor altsaxofoon en piano
- 2007 Voices of Dissent gebaseerd op "We Shall Overcome" in samenwerking met andere componisten
  1. Beginnings, voor altsaxofoon en piano - door Burton Beerman
  2. Trope, voor variabel ensemble (of altsaxofoon en piano)
  3. Wedge, voor altsaxofoon en piano - door Elainie Lillios
  4. Resonances, voor sopraansaxofoon en piano - door Mikel Kuehn

### Werken voor orgel
- 1980 Enuma elish, voor mechanisch actie orgel
- 1996 Four Chorale Preludes

### Werken voor piano
- 1972 Six Pieces
- 1982 Solidarnosc...a meditation for solo piano
- 1997 Seven Bagatelles, voor twee piano's
- 1999 Slapshot
- 2001 Portraits

### Werken voor harp
- 1988 Perfect Timing

### Werken voor slagwerk
- 1977 Invocation, Antiphons, and Psalms, voor solo slagwerk

### Elektronische muziek
- 1988 Drifting Over a Red Place, voor WX7 wind controller

## Discografie
- CARNIVAL, 2003, Youngstown State University Wind Ensemble, James Umble, alto saxophone; Steven Gage, conductor;
- MMC Recordings (2001) MMC 2101, A PORTRAIT OF AMERICAN WOMEN COMPOSERS, VOL. II, Czech Radio Symphony Orchestra, Vladimir Alek, conductor
- Albany Records, 5517723, Shadows & Dawning / Sampen, Shrude, Sax 4th Avenue Quartet
- Albany Records, 2019810, Visions In Metaphor / John Sampen, Marilyn Shrude